# 菊岡卜一
菊岡 卜一（きくおか ぼくいつ、生没年不詳）は、江戸時代前期の俳人。

## 経歴・人物
山城国伏見の人物で、半井卜養の門人。